# Tang shan da di zhen
Tang shan da di zhen (唐山大地震, pinyin: Tángshān Dà Dìzhèn) comercialitzada internacionalment com Aftershock, és una pel·lícula xinesa de dramàtica de 2010 dirigida per Feng Xiaogang i produïda per Huayi Brothers, protagonitzada per Zhang Zifeng, Xu Fan, Zhang Jingchu, Chen Daoming, Lu Yi, Zhang Guoqiang i Li Chen. La pel·lícula representa les seqüeles del terratrèmol de Tangshan de 1976. Va ser estrenada a la Xina el 22 de juliol de 2010, i és la primera pel·lícula de "gran pel·lícula comercial" IMAX creada fora dels Estats Units. La pel·lícula va ser un gran èxit de taquilla i ha recaptat més de 100 milions de dòlars en la taquilla xinesa.

## Trama
Li Yuanni i el seu espòs, Fang Daqiang, i els seus fills bessons, Fang Deng i Fang Da, viuen en un petit apartament a Tangshan. En la matinada del 28 de juliol de 1976, després de ficar al llit als seus fills, la parella fa l'amor a la part posterior del seu camió. De sobte, es produeix un terratrèmol que fa que els edificis s'enfonsin i es desintegrin. Mentre corren cap endarrere per a salvar als seus fills, Li és empesa cap endarrere pel seu espòs, que corre davant d'ella i és instantàniament aixafat per enderrocs que cauen. El seu bloc d'apartaments s'esfondra i atrapa als seus fills sota un munt d'enderrocs.
Arran del terratrèmol, un equip de rescat informa a Li que els seus bessons estan atrapats sota una gran llosa de concret. Aixecar la llosa d'alguna manera farà que un dels seus fills mori, per la qual cosa només pot triar un per salvar. Sentint-se desconsolada, Li decideix salvar al seu fill, Fang Da. La nena, Fang Deng, sobreviu i recupera la consciència més tard per trobar-se entre diversos cadàvers.
Assumida com a òrfena, Fang Deng és adoptada per una parella militar, Wang Deqing i Dong Guilan, qui la porten de retorn a la seva llar a Pequín. Ella és canviada de nom com "Wang Deng" després de prendre el cognom del seu pare adoptiu. Deu anys després, es muda de la seva llar per a estudiar a una escola de medicina a Hangzhou, on coneix a un estudiant graduat, Yang Zhi, i comença una relació íntima amb ell. En el seu tercer any, la mare adoptiva de Fang Deng emmalalteix greument. Abans de morir, li demana a Fang Deng que usi els diners que va estalviar per a trobar a la seva veritable família. Fang Deng descobreix que està embarassada. Malgrat ser pressionada per Yang Zhi per a sotmetre's a un avortament, ella es nega a abandonar al seu fill i abandona en secret la universitat i perd el contacte amb Yang i el seu pare adoptiu.
Mentrestant, l'àvia i la tia de Fang Da volien que ell visqués amb elles a Jinan, província de Shandong, però finalment van decidir deixar-lo quedar-se a Tangshan amb la seva mare. El terratrèmol havia reclamat el seu braç esquerre, fent-lo físicament discapacitat. Després de decidir no prendre l'examen nacional d'ingrés a l'educació superior malgrat la insistència de la seva mare, Fang Da comença a treballar com a conductor de rickshaw i finalment es converteix en el cap d'una reeixida agència de viatges a Hangzhou. Es casa i té un fill, Diandian, amb la seva esposa.
Després d'un període de quatre anys, Fang Deng porta a la seva filla, també dita Diandian, i es reuneix amb el seu pare adoptiu. Ella es disculpa i es reconcilia amb ell. En la vespra de l'Any Nou, li diu al seu pare adoptiu que es casarà amb un estranger i que emigrarà a Vancouver amb la seva filla.
El 2008, Fang Deng veu el terratrèmol de Sichuan a televisió. Ella immediatament s'ofereix com a voluntària per a unir-se als rescatadors i torna a la Xina. Fang Da també va decidir ajudar en els esforços de rescat. Mentre pren un descans, Fang Deng escolta a Fang Da parlant sobre el terratrèmol de Tangshan. Ella es reuneix amb el seu germà petit, i tots dos decideixen visitar a la seva mare. Al principi, Fang Deng està enutjada amb la seva mare per haver-la abandonat. Més tard, després d'adonar-se del remordiment, l'agonia emocional i la culpa que la seva mare havia sofert, perdona a la seva mare.
La pantalla després curta a un monument de pedra a Tangshan amb els noms de les 240,000 víctimes del terratrèmol.

## Repartiment

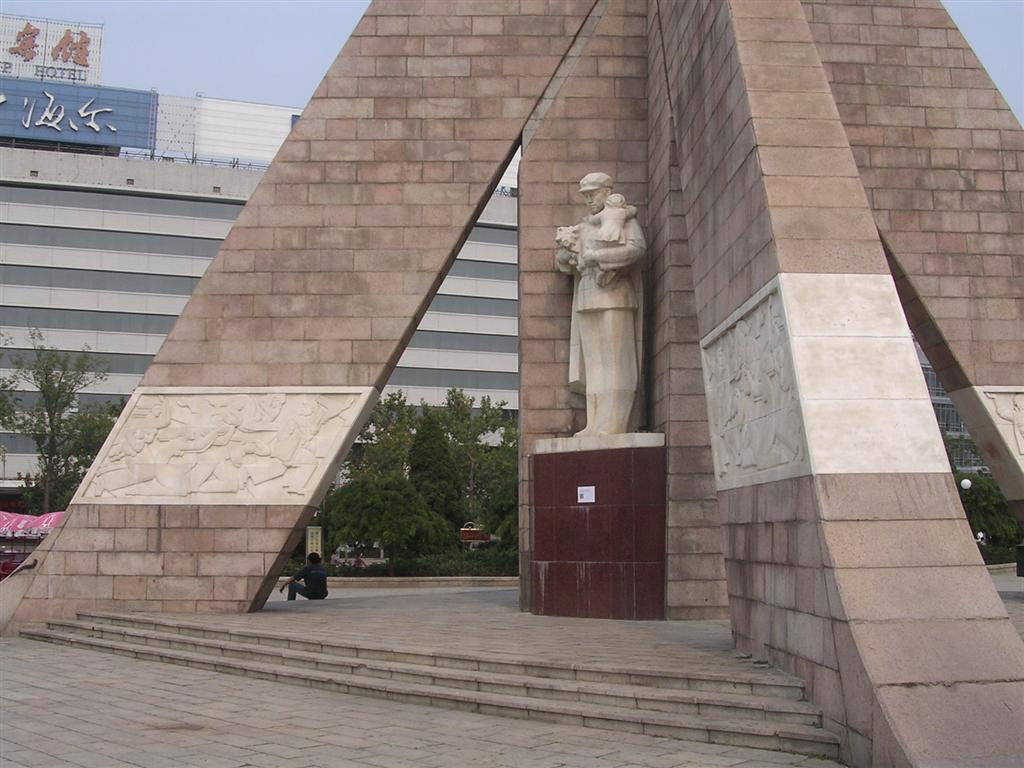
Monument a les víctimes del terratrèmol de Tangshan de 1976

- Xu Fan com Yuanni
- Zhang Jingchu com Deng
- Zhang Zifeng com jove Deng
- Li Chen com Da
- Wang Ziwen com Xiao Él
- Chen Daoming com pare de Deng
- Zhang Guoqiang com Daqiang
- Zhong Lü com Àvia
- Mei Yong com Tieta

## Desenvolupament i llançament
La pel·lícula va ser produïda per Huayi Brothers, que es va associar amb IMAX per produir tres pel·lícules xineses (de les quals Aftershock és la primera). A Singapur, és distribuït per Homerun Asia amb Scorpio East i Golden Village Pictures.
Aftershock es va estrenar a més de 5.000 cinemes convencionals i 14 IMAX a finals de juliol de 2010.A principis d'agost de 2010, la pel·lícula va superar The Founding of a Republic com la pel·lícula de producció local més taquillera a la Xina, amb un 532 milions bruts de RMB.
La pel·lícula va ser seleccionada com a entrada xinesa per a l'Oscar a la millor pel·lícula de parla no anglesa als Premis Oscar de 2010, però no va arribar a la llista final.

## Banda Sonora
- Shang Wenjie — "23 Seconds, 32 Years" (crèdits finals)
- Faye Wong — "Heart Sutra" (just abans dels crèdits finals)

## Recepció i premis
Aftershock va guanyar la Millor Pel·lícula i Millor Interpretació per Actor per Chen Daoming en la quarta edició anual d'Asia Pacific Screen Awards. Raymond Zhou de China Daily va col·locar la pel·lícula en la seva llista de les deu millors pel·lícules xineses de 2010. La pel·lícula té una qualificació de 90% a Rotten Tomatoes amb una puntuació mitjana de 6.4 / 10, encara que no hi ha suficients avaluadors occidentals.
La pel·lícula va guanyar "Més ben Director" i "Millor Actriu" (per a Xu Fan) en el cinquè lliurament de Premis Huading.